# 海倫·湯瑪斯

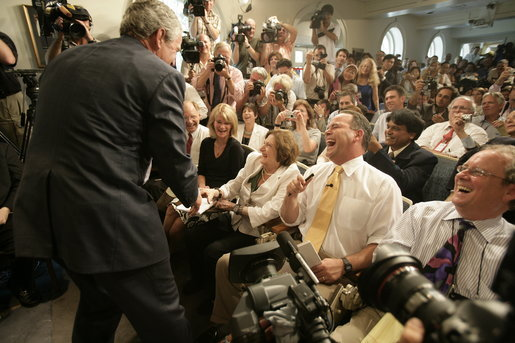
喬治·沃克·布希在白宮媒體發佈室中表示對海倫·湯瑪斯生日祝福

海倫·愛蜜莉亞·湯瑪斯（1920年8月4日—2013年7月20日）是一位美國記者，生於美國肯塔基州，曾任赫斯特報專欄作家，美國白宮記者團成員之一。她為合眾社擔任白宮通訊員超過57年以上。海倫·湯瑪斯採訪過約翰·甘迺迪後歷任10位美國總統，她是全國新聞俱樂部的首位女性高級幹部，是白宮記者協會首位女成員和理事長，也是烤架俱樂部第一位女性成員。
白宮新聞中心只有一個座位刻上了記者名字，就是第一排中央她的專屬座位。

## 生平
海倫·湯瑪斯出生於美國肯塔基州，父母居住在溫徹斯特，是不識英文的黎巴嫩移民。她成長於底特律，就讀於韋恩州立大學英文學系，並且於1942年獲得學士學位。她在新聞界的第一份工作是幫《華盛頓日報》打雜，不久後被推薦成為新手記者，後因報社大量裁員而被解僱。
自1943年加入合眾社，她為該社無線電台撰寫女性議題新聞。之後的十年間，她為合眾社撰寫的「Names in the News」專欄，1955年後，她採訪報導了司法部、聯邦調查局、衛生教育福利部等聯邦政府部門。1959年－1960年間，海倫·湯瑪斯曾擔任婦女全國新聞俱樂部的主席。
1960年，在美國總統大選中，她參與採訪候選人約翰·甘迺迪。1961年1月，在約翰·甘迺迪宣誓就職後，她開始參與美國白宮總統記者會。她向約翰·甘迺迪總統參與白宮記者會晚宴的權利，成為第一個參加白宮記者會晚宴的女性記者，也成為第一位被白宮記者會接納加入的女性。
1972年，湯瑪斯作为惟一的女记者跟隨美國總統尼克松访问中華人民共和國。
2000年，她轉職至赫斯特報系，擔任專欄主筆。
2010年6月7日，赫斯特新聞公司宣布她即日起退休，結束她記者生涯。

## 著作
她著有五本書，她發表的第四本著作是《民主的看門狗？華盛頓記者團的衰落和它如何失信於民》(Watchdogs of Democracy?: The Waning Washington Press Corps and How It Has Failed the Public, ISBN 0743267818)。

## 得獎記錄
- 1976年11月，被《世界年鑑》譽為美國25位最富影響力女性一。
- 1986年，被列入密西根婦女名人堂（英语：Michigan Women's Hall of Fame）之一。
- 1998年，她獲得國際婦女媒體基金會終生成就獎
- 同年（1998年），白宮新聞記者協會以她的名字命名，設立海倫·湯瑪斯終身成就獎（Helen Thomas Lifetime Achievement Award），她也是第一位獲獎者。
- 2003年，她獲得了全國婦女組織獎所頒的堅韌不拔獎
- 2006年5月25日，海倫·湯瑪斯被列為蘭辛城區的密西根星光大道的名人榜之一。

## 傳記
- Watchdogs of Democracy?: The Waning Washington Press Corps and How It Has Failed the Public (Scribner, 2006) ISBN 0-7432-6781-8
- Thanks for the Memories, Mr. President: Wit and Wisdom from the Front Row at the White House (Scribner, 2003) ISBN 0-7432-0226-0
- Front Row at the White House: My Life and Times (Scribner, 2000) ISBN 0-684-86809-1
- Dateline: White House (MacMillan, 1975) ISBN 0-02-617620-3

## 外部連結
- 海倫·湯瑪斯在互联网电影资料库（IMDb）上的資料（英文）
- 在Find a Grave上的海倫·湯瑪斯
- C-SPAN內的頁面（英文）